# 양징위 (정치인)
양징위(중국어 정체자: 楊靜宇, 병음: Yáng Jìngwû, 1961년 10월 2일 ~ )는 중화민국의 정치인이다. 2018년 타이베이시 제1선거구의 시의원으로 당선된다.

## 학력
- 타이베이 시립 젠궈 고급중학
- 국립 대만 대학 수의 학사